# Vârful Scara, Munții Bucegi
Vârful Scara este un vârf montan situat în Munții Bucegi la aproximativ 1/2 oră de vârful Omu pe traseul de creastă, și are o altitudine de 2.422 m. Este vizibil de pe creasta vârfului Bucșoiu precum și de pe culmea și din valea Țigănești.

## Galerie foto

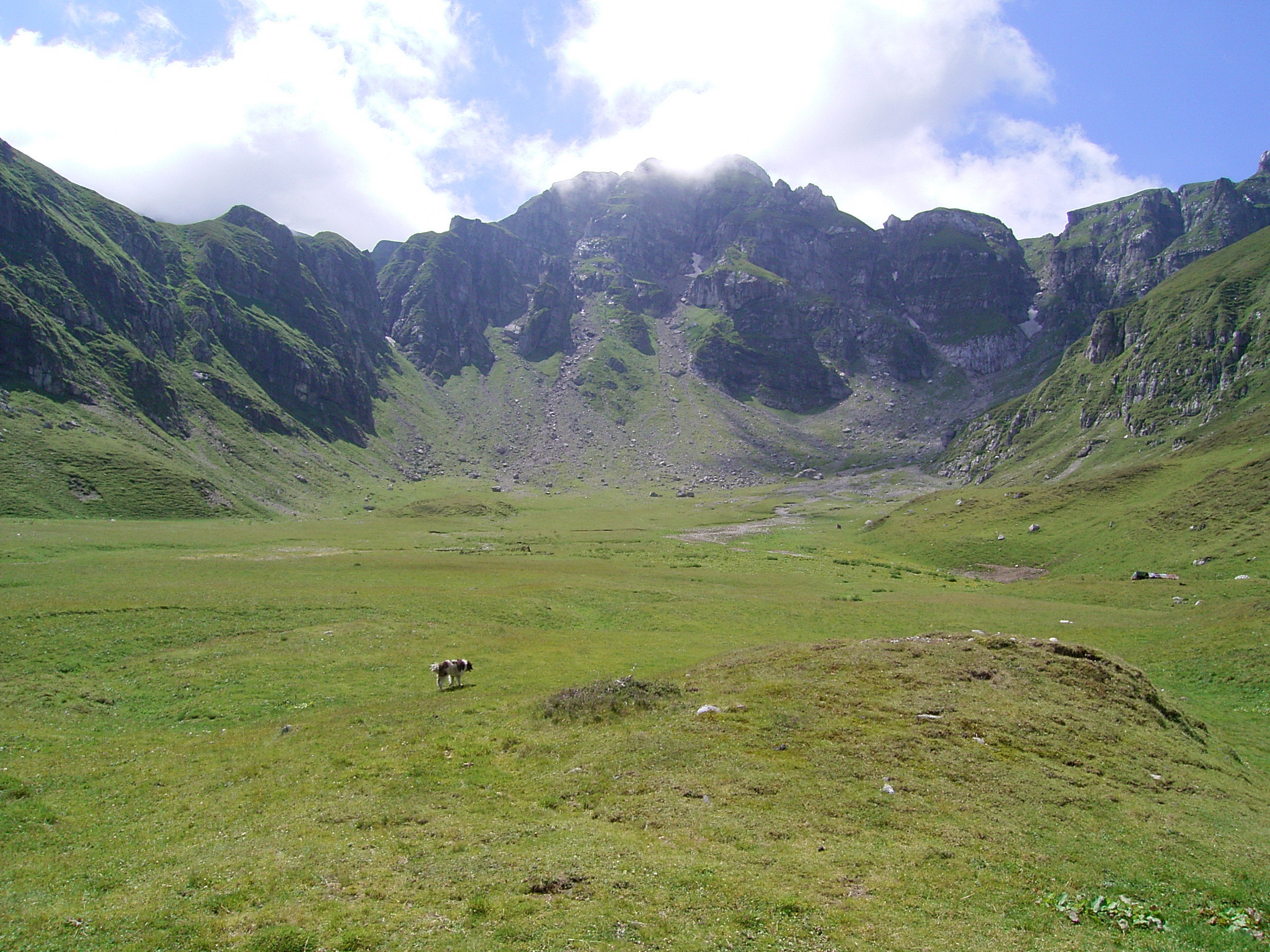
Vârful Scara din valea Ţigăneşti
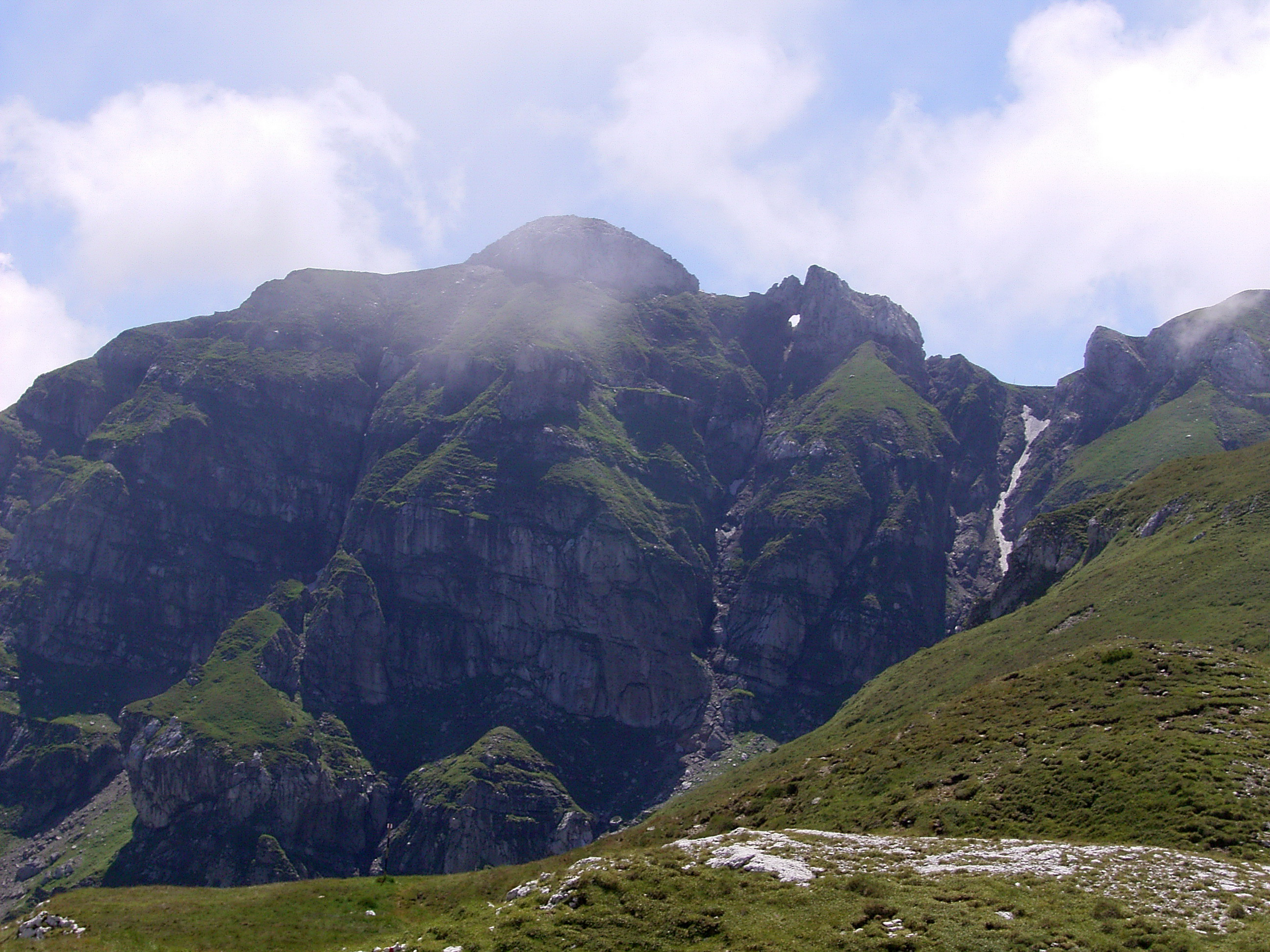
Vârful Scara de pe culmea Ţigăneşti
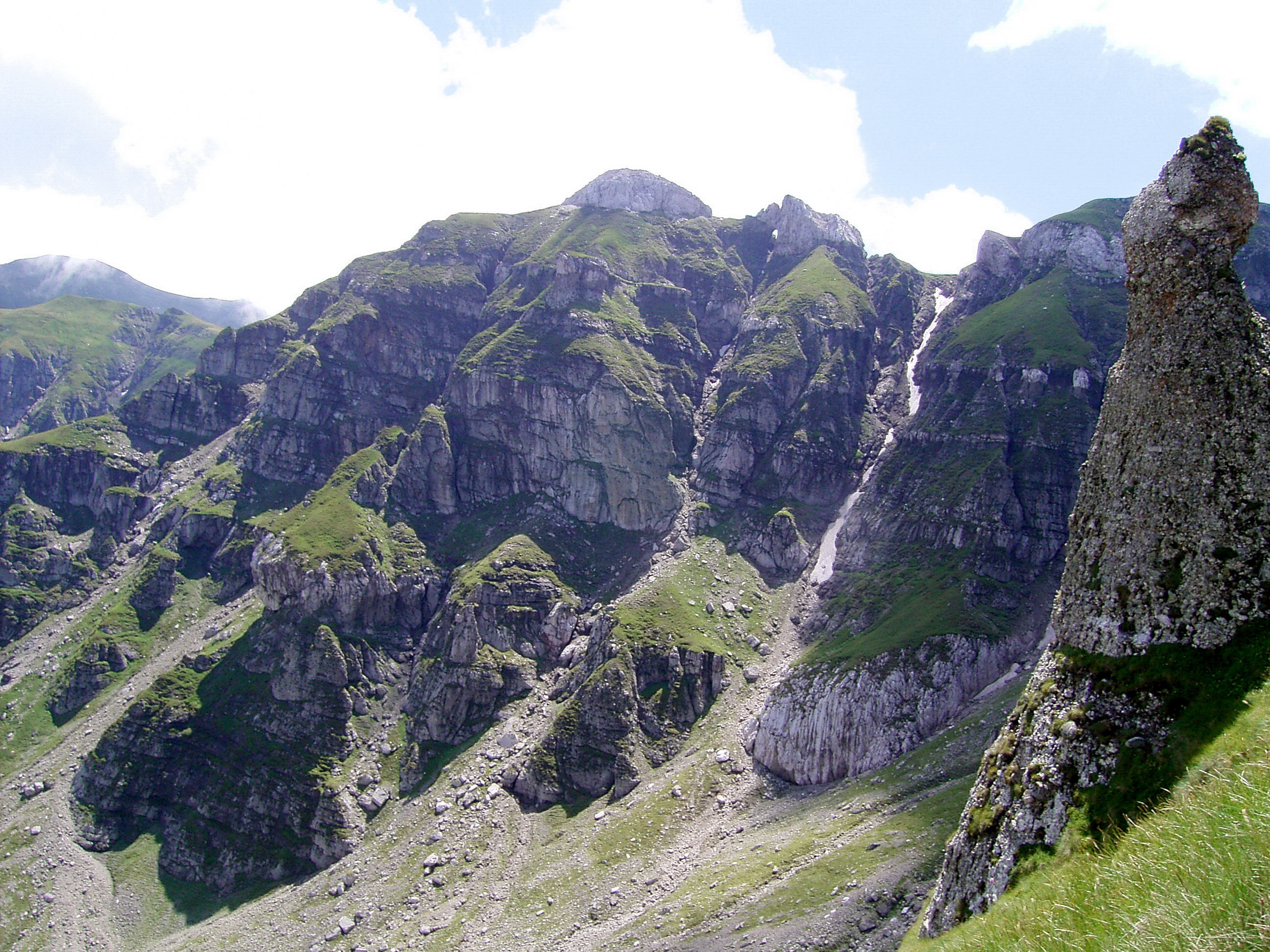
Vârful Scara de pe culmea Ţigăneşti
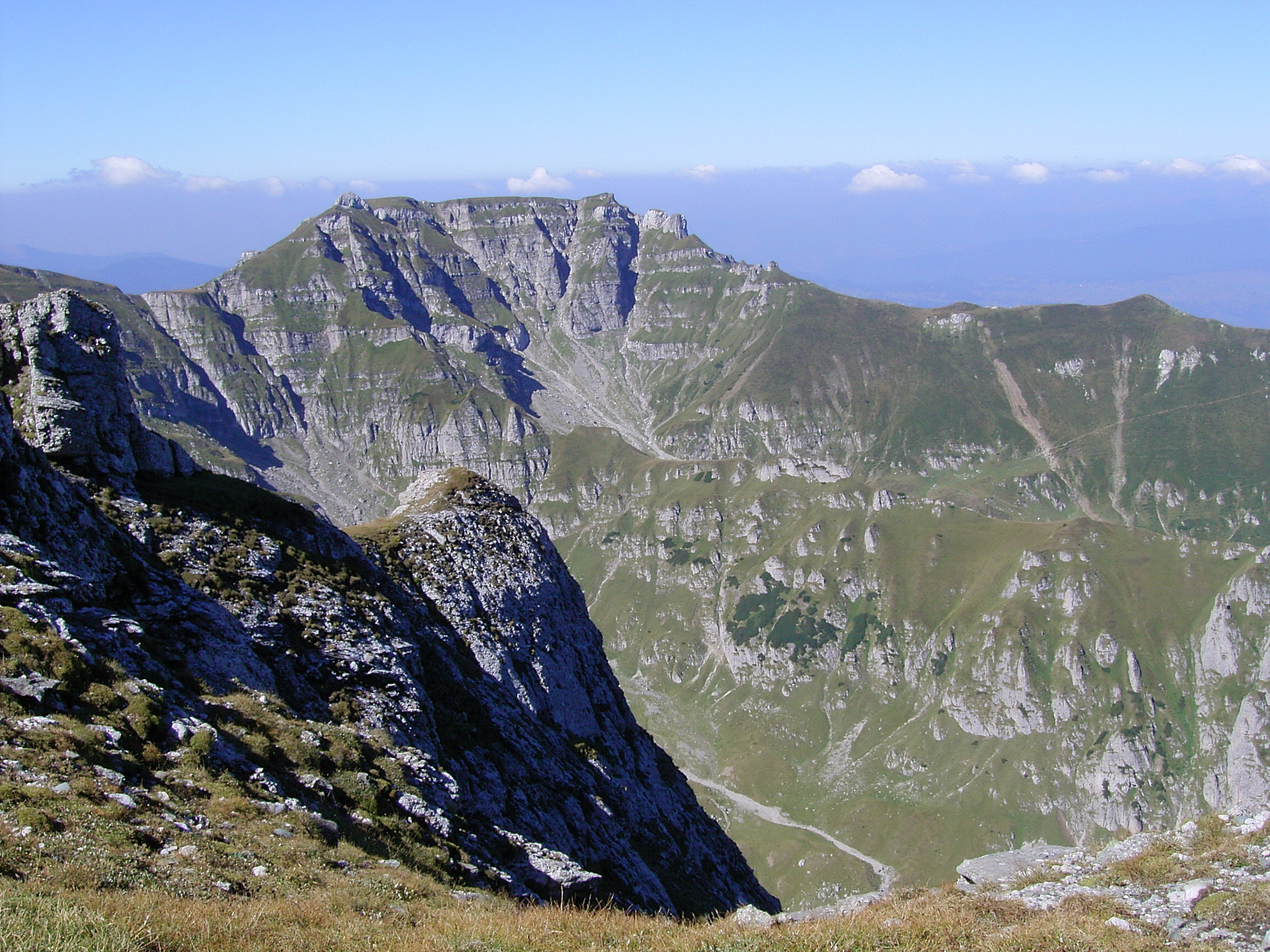
Vârful Scara de pe culmea Bucşoiu
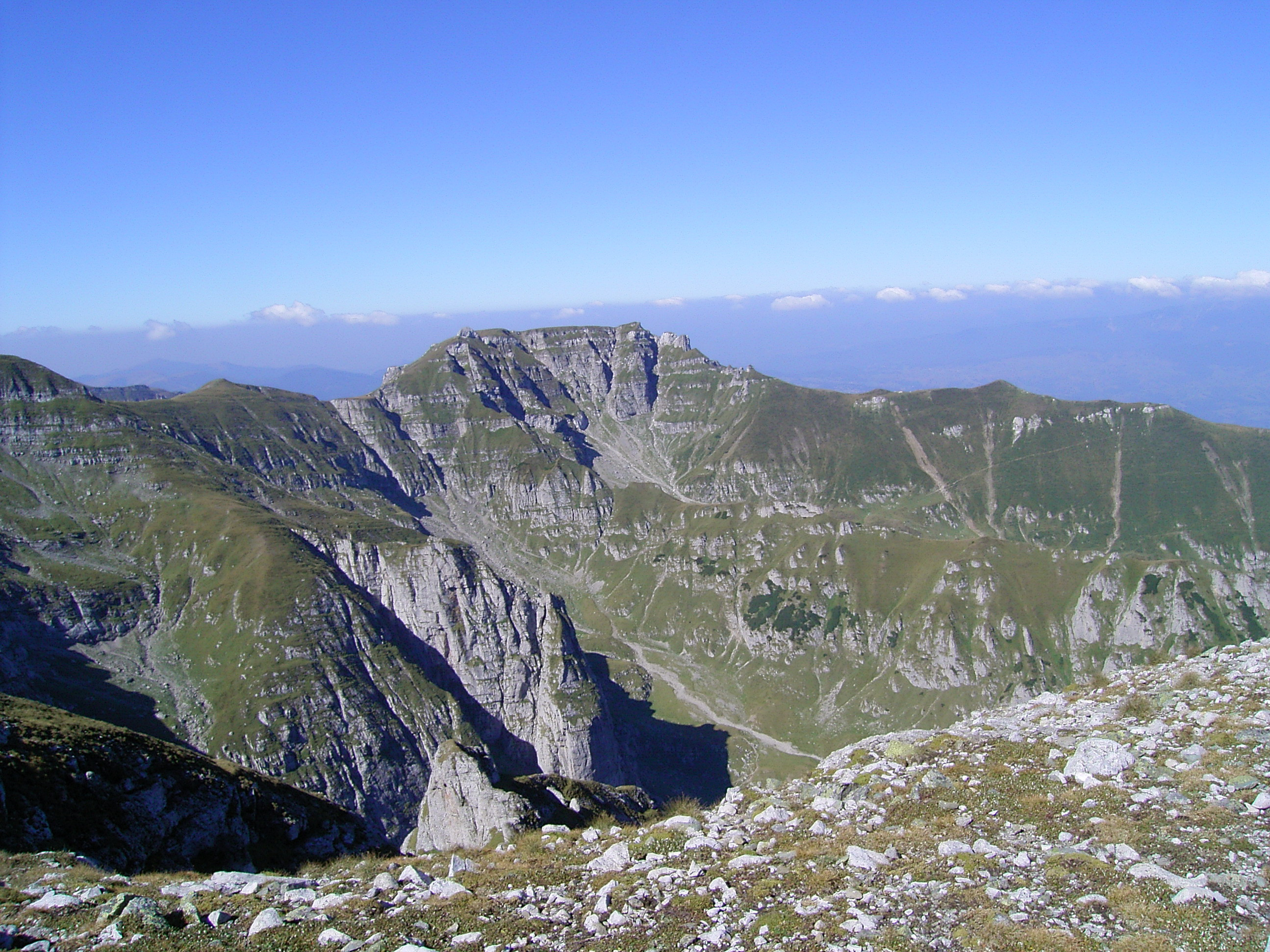
Vârful Scara de pe culmea Bucşoiu
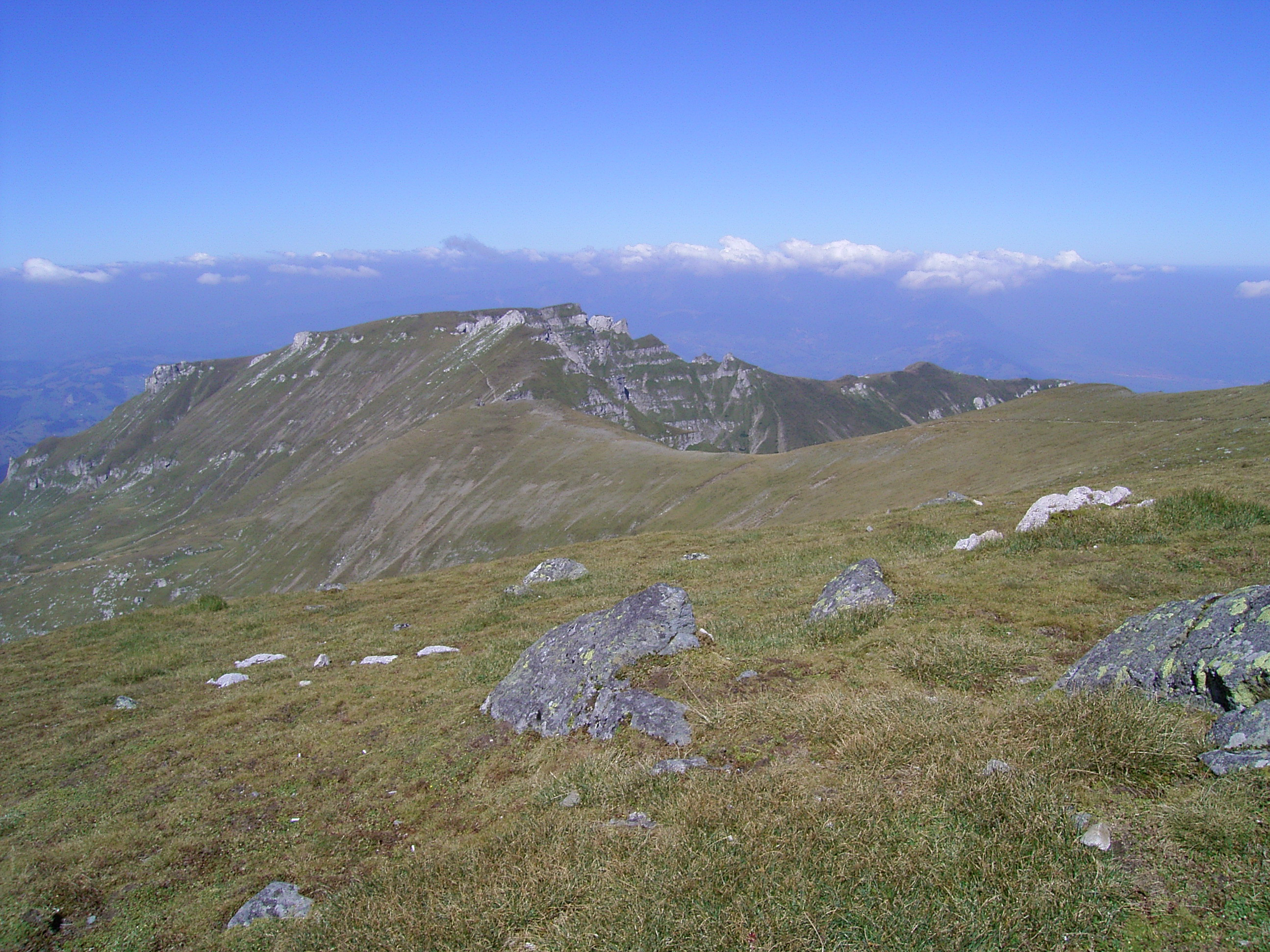
Vârful Scara dinspre vârful Omu
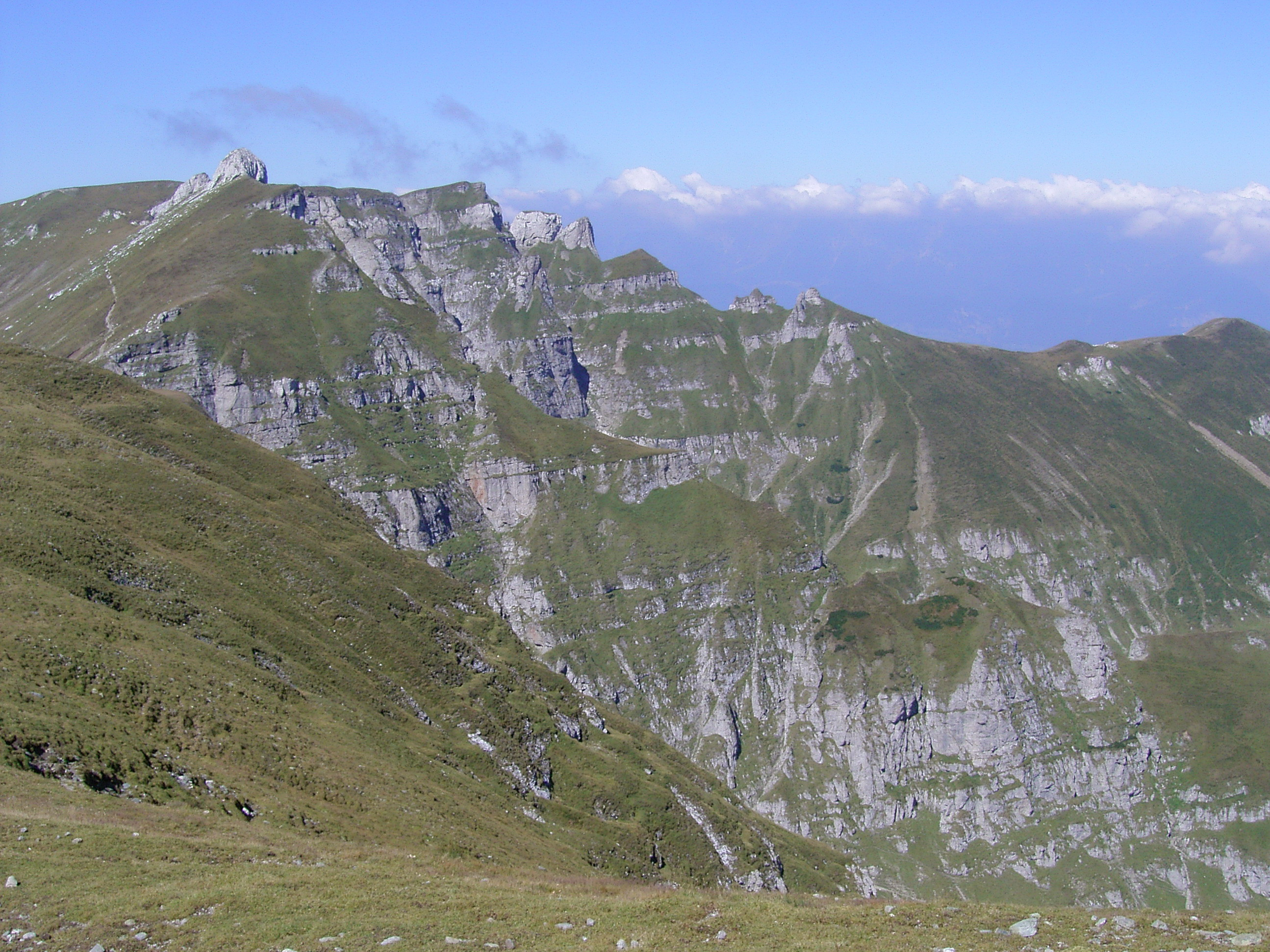
Vârful Scara